# Myllaena dubia
Myllaena dubia är en skalbaggsart som först beskrevs av Johann Ludwig Christian Gravenhorst 1806.  Myllaena dubia ingår i släktet Myllaena, och familjen kortvingar. Arten är reproducerande i Sverige.